# Marco Fossati
Marco Ezio Fossati (ur. 5 października 1992 w Monzy) – włoski piłkarz, występujący na pozycji defensywnego lub środkowego pomocnika w chorwackim klubie Hajduk Split. Wychowanek Polisportiva Dilettantistica Cimiano, Interu Mediolan i AC Milanu, w którego barwach rozpoczął seniorską karierę. W swojej karierze grał także w US Latina, Ascoli Calcio, FC Bari, AC Perugia, Cagliari Calcio, Hellas Verona oraz AC Monza. Były, młodzieżowy reprezentant Włoch.